# Diya
Diya var i äldre kinesisk mytologi moder jord, den kvinnliga hälften av det ursprungliga paret som gav upphov till människan och alla andra ting.